# Pruszcz Gdański (gmina wiejska)
Pruszcz Gdański – gmina wiejska w województwie pomorskim, w powiecie gdańskim. Gmina w całości znajduje się w aglomeracji trójmiejskiej. W latach 1975–1998 gmina położona była w województwie gdańskim.
W skład gminy wchodzi 31 sołectw: Arciszewo, Będzieszyn, Bogatka, Borkowo, Borzęcin, Bystra, Bystra-Osiedle, Cieplewo, Dziewięć Włók, Goszyn, Jagatowo, Juszkowo, Krępiec, Lędowo, Łęgowo, Mokry Dwór, Przejazdowo, Radunica, Rekcin, Rokitnica, Roszkowo, Rotmanka, Rusocin, Straszyn, Świńcz, Wiślina, Wiślinka, Wojanowo, Żukczyn, Żuława, Żuławka.
Od 1 stycznia 2018 siedzibą gminy jest Juszkowo (wcześniej Pruszcz Gdański). Faktyczne przeniesienie urzędu gminy nastąpiło 1 kwietnia 2020.
Według danych z 31 grudnia 2011 roku gminę zamieszkiwało 22 345 osób. Natomiast według danych z 31 grudnia 2017 roku gminę zamieszkiwało 29 186 osób. W latach 2004–2020 liczba ludności wzrosła o 97,93%, co dało jej 8. miejsce w kategorii gmin wiejskich. 
W 2013 gmina nawiązała współpracę z gminą Trivigliano we Włoszech.
Gmina w całości objęta jest planami zagospodarowania przestrzennego. Na jej terenie funkcjonuje 220 podmiotów gospodarczych.

## Struktura powierzchni
Według danych z roku 2005 gmina Pruszcz Gdański ma obszar 142,56 km², w tym:
- użytki rolne: 79%
- użytki leśne: 4%

Gmina stanowi 17,97% powierzchni powiatu.

## Demografia
Dane demograficzne  z 30 czerwca 2004:
| Opis                              | Ogółem | Ogółem | Kobiety | Kobiety | Mężczyźni | Mężczyźni |
| --------------------------------- | ------ | ------ | ------- | ------- | --------- | --------- |
| jednostka                         | osób   | %      | osób    | %       | osób      | %         |
| populacja                         | 16 260 | 100    | 8098    | 49,8    | 8162      | 50,2      |
| gęstość zaludnienia (mieszk./km²) | 114,1  | 114,1  | 56,8    | 56,8    | 57,3      | 57,3      |

## Miejscowości

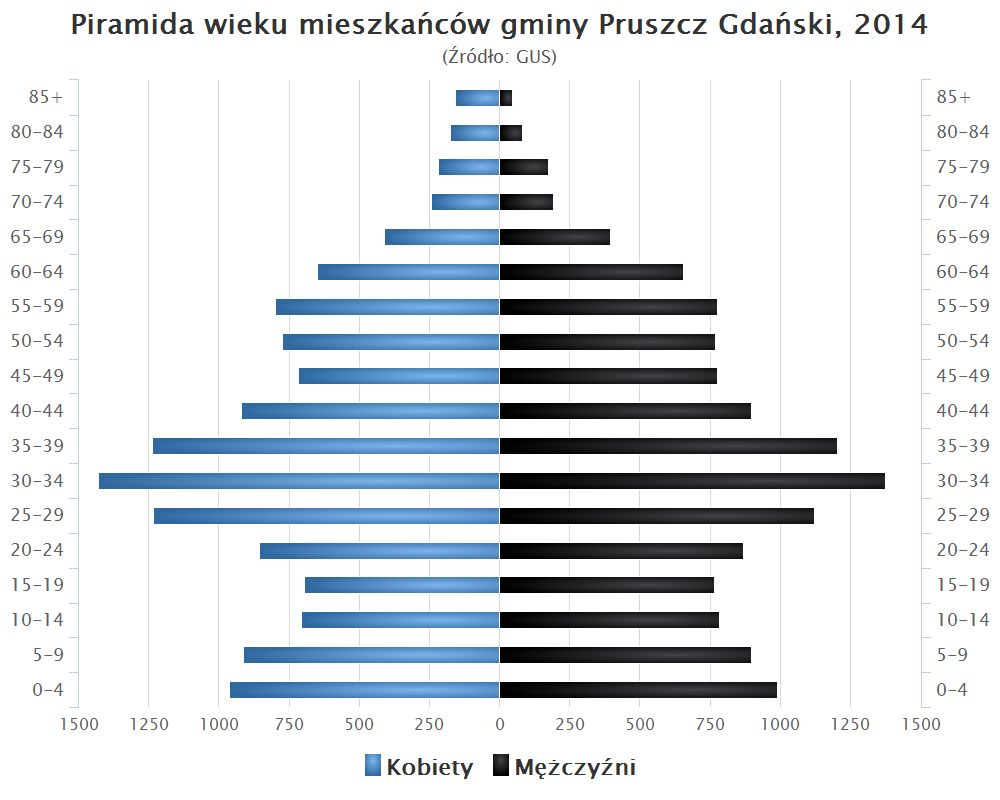
Piramida wieku mieszkańców gminy Pruszcz Gdański w 2014 roku

| Miejscowości podstawowe oraz ich integralne części w administracji gminy wiejskiej Pruszcz Gdański, z wyrażeniem ich położenia geograficznego.                                            | Miejscowości podstawowe oraz ich integralne części w administracji gminy wiejskiej Pruszcz Gdański, z wyrażeniem ich położenia geograficznego. | Miejscowości podstawowe oraz ich integralne części w administracji gminy wiejskiej Pruszcz Gdański, z wyrażeniem ich położenia geograficznego. | Miejscowości podstawowe oraz ich integralne części w administracji gminy wiejskiej Pruszcz Gdański, z wyrażeniem ich położenia geograficznego. |
| Identyfikator SIMC | Nazwa miejscowości | Rodzaj miejscowości | Położenie geograficzne |
| --- | --- | --- | --- |
| 0169348 | Arciszewo | osada | 54°15′33″N 18°33′55″E/54,259167 18,565278 |
| 0169176 | Będzieszyn | osada | 54°14′33″N 18°35′43″E/54,242500 18,595278 |
| 0169070 | Bogatka | wieś | 54°19′21″N 18°46′37″E/54,322500 18,776944 |
| 0169087 | Borkowo | wieś | 54°17′58″N 18°35′39″E/54,299444 18,594167 |
| 0169182 | Borzęcin | kolonia | 54°14′44″N 18°34′24″E/54,245556 18,573333 |
| 0169101 | Bystra | wieś | 54°18′21″N 18°45′35″E/54,305833 18,759722 |
| 0169124 | Cieplewo | wieś | 54°14′04″N 18°39′02″E/54,234444 18,650556 |
| 0169130 | Dziewięć Włók | wieś | 54°18′36″N 18°43′56″E/54,310000 18,732222 |
| 0169354 | Goszyn | osada | 54°15′51″N 18°32′15″E/54,264167 18,537500 |
| 0169147 | Jagatowo | wieś | 54°13′18″N 18°32′59″E/54,221667 18,549722 |
| 0169160 | Juszkowo | wieś | 54°15′20″N 18°36′27″E/54,255556 18,607500 |
| 0169213 | Krępiec | wieś | 54°18′51″N 18°41′50″E/54,314167 18,697222 |
| 0169220 | Lędowo | wieś | 54°16′32″N 18°43′51″E/54,275556 18,730833 |
| 0169236 | Łęgowo | wieś | 54°13′33″N 18°38′36″E/54,225833 18,643333 |
| 0169443 | Malentyn | osada leśna | 54°13′39″N 18°28′33″E/54,227500 18,475833 |
| 0169259 | Mokry Dwór | wieś | 54°17′35″N 18°42′57″E/54,293056 18,715833 |
| 0169265 | Przejazdowo | wieś | 54°19′55″N 18°44′42″E/54,331944 18,745000 |
| 0169294 | Radunica | wieś | 54°16′45″N 18°39′15″E/54,279167 18,654167 |
| 0169199 | Rekcin | osada | 54°14′28″N 18°33′08″E/54,241111 18,552222 |
| 0169302 | Rokitnica | wieś | 54°16′29″N 18°41′29″E/54,274722 18,691389 |
| 0169325 | Roszkowo | wieś | 54°15′15″N 18°40′59″E/54,254167 18,683056 |
| 0169360 | Rotmanka | osada | 54°16′36″N 18°36′16″E/54,276667 18,604444 |
| 0169242 | Rusocin | osada | 54°13′37″N 18°37′27″E/54,226944 18,624167 |
| 0169331 | Straszyn | wieś | 54°16′33″N 18°35′09″E/54,275833 18,585833 |
| 0169153 | Świńcz | osada | 54°13′25″N 18°34′55″E/54,223611 18,581944 |
| 0169383 | Weselno | osada | 54°18′03″N 18°43′22″E/54,300833 18,722778 |
| 0169377 | Wiślina | wieś | 54°17′42″N 18°43′13″E/54,295000 18,720278 |
| 0169414 | Wiślinka | osada | 54°19′19″N 18°49′18″E/54,321944 18,821667 |
| 0169390 | Wiślinka | wieś | 54°20′05″N 18°47′48″E/54,334722 18,796667 |
| 0169207 | Wojanowo | osada | 54°13′56″N 18°35′51″E/54,232222 18,597500 |
| 0169420 | Żukczyn | wieś | 54°12′59″N 18°36′16″E/54,216389 18,604444 |
| 0169450 | Żuława | osada | 54°13′59″N 18°32′10″E/54,233056 18,536111 |
| 0169437 | Żuławka | wieś | 54°13′14″N 18°30′12″E/54,220556 18,503333 |
| Źródła: Wykaz urzędowych nazw miejscowości i ich części (xls),Dz.U. z 2013 r. poz. 200 oraz Dz.U. z 2015 r. poz. 1636, Zbiory danych państwowego rejestru nazw geograficznych -2025-06-15 | | | |

## Edukacja
Przed reformą edukacji i kasacją gimnazjów w gminie funkcjonowało 7 szkół podstawowych (Borkowo, Wojanowo, Wiślina, Wiślinka, Łęgowo, Rotmanka, Straszyn - ostatnie 3 wraz z gimnazjami), 4 gimnazja (poza wymienionymi istniały: samodzielne gimnazjum w Przejazdowie, publiczne przedszkole przy szkole w Borkowie, 13 przedszkoli niepublicznych i 3 niepubliczne punkty przedszkolne). 

## Sąsiednie gminy
Cedry Wielkie, Gdańsk, Kolbudy, Pruszcz Gdański, Pszczółki, Suchy Dąb, Trąbki Wielkie.